# Karthauzi (macskafajta)

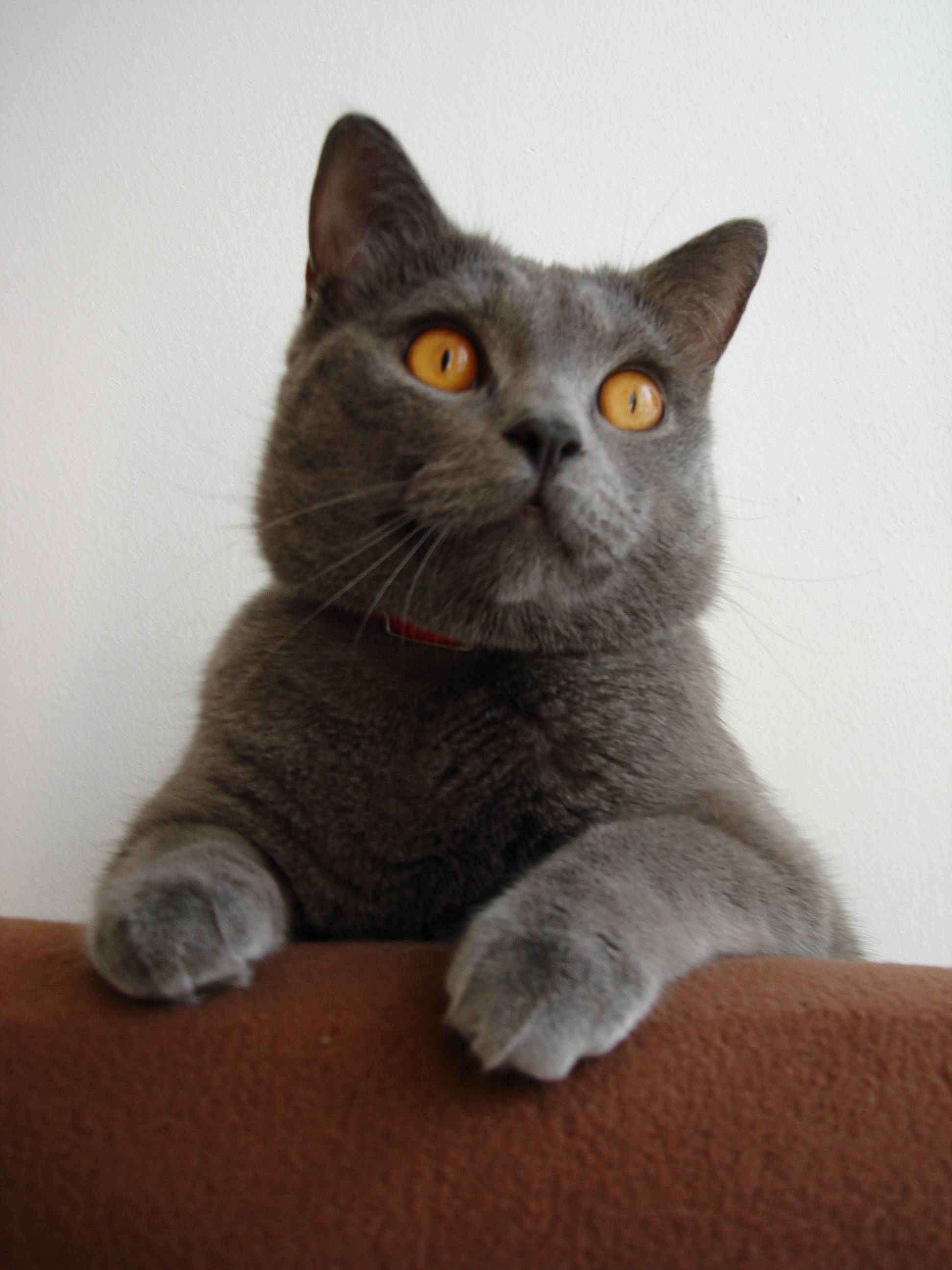

A karthauzi macska a legrégebben tenyésztett fajták egyike. A karthauzi szerzetesek hozták magukkal Afrikából. A legkorábbi írásos emlékek a XVI. századtól vannak. Elfogadott tény, hogy a karthauzi a szír macskától származik, amely abban az időben zömök, szürke bundás, réz szemszínű cica volt. A mai karthauzi (chartreux) nevet először a XVII. század végén kapta.
Az első világháború után a franciák fokozott figyelmet fordítottak a fajta megőrzésére. Az első tenyészetet Christine és Suzanne Leger 1925-ben alapította meg Belle Île szigetén, melynek a "Guerveur" kennel nevet adták. A fajta 1983-ban kapta meg a bajnoki státust.

## Testfelépítése
Erős robusztus típusú, nem zömök, sem nem klasszikus, elegáns vadság sugárzik belőle. Testfelépítése miatt a karthauzi ruganyos és fürge macska, kifinomult, soha nem durva és nem ügyetlen. A kandúr sokkal nagyobb, mint a nőstény. Lassan érő fajta. Bundája vízhatlan; a bunda szerkezetére, a bunda és a szem színére a kora és a vele született tényezők hatnak.
Feje és nyaka széles, trapéz alakú, nem gömbszerű. Erőteljes állkapocs, teljes arc, az érett kandúrnak hosszabb a pofája. Magas, puha kontúrú homlok, az orr egyenes és közép hosszú, széles, vízszintesen elhelyezkedő szemekkel.
Viszonylag kis pofa, keskeny és elvékonyodó párnákkal. Aranyos, mosolygós benyomást kelt. A nyak rövid és erősen tűzött.
Fülei közepesen hosszúak és szélesek, a fejen magasan tűzöttek, nagyon egyenesen állóak.
Szemei kerekek és nyitottak, éberek és kifejezők. Színük a réz-sárgától az aranyig terjedő, tiszta, mély, ragyogó narancsszín a kívánatos.
Robusztus fizikum, középhosszú, széles vállal és mély mellkassal. Csontozata erős, az izomtömeg szilárd és erős. A nőstény közepesen hosszú, a kandúr hosszabb. A farok mérsékelten hosszú, erős, oválisan elvékonyodó.
Szőrzete közép-rövid és némileg gyapjas szerkezetű. A nyakon és a széleken juhszőrzethez hasonló, rugalmas aljszőrzet, hosszabb, védő fedőszőr. A gyapjasság mértéke függ a kortól, a nemtől és a lakhelytől. Selymes, vékonyabb bunda megengedett nőstényeknél és két évnél fiatalabb macskáknál.
Megengedett színei a kékes szürke minden árnyalata, a hamuszürkétől a palaszürkéig, a szőrvége ezüstözött. Hangsúlyos a szín tisztasága és inkább az egységes árnyalat. Előnyös a világos tónus, a folt nélküli kék színjátszó ragyogással. Az orr bőre palaszürke, az ajkak kékek, a mancsok vakond-rózsaszínűek. Megengedett kivétel a farok gyűrűk a kölyköknél és a két évnél fiatalabb cicáknál.

## Természete
- Szelíd, békeszerető fajta, nincsenek nagy hangulati változásai. Nagy mozgásigényű és nagyon játékos. Félelmet nem ismerő, kitűnő vadász és nagyon éber, élénk.
- Nagyon intelligens és családcentrikus, nem hagyja magát ingerelni, nem erőszakos.
- Kiegyensúlyozott aminek fő követelménye, hogy gazdája nagyon szeresse és sokat legyen a - közelében, amit akár több órás dorombolással és kéjelgéssel honorál.
- Lehetőleg kerüljük a kiabálást és a hangos szót a közelében, mert félénken reagál rá a macska.
- Eléggé halk hangú, ritkán hallani tőle hangos nyávogást.

Minőségének ereje, intelligenciája és kezelhetősége tette lehetővé a karthauzi századokon keresztüli túlélését; ennek minden állaton láthatónak kell lennie, és gondos szelekcióval megőrzendő.